# سنجاق زور

محدودهٔ سنجاق زور در نقشهٔ امپراتوری عثمانی در ۱۹۰۰

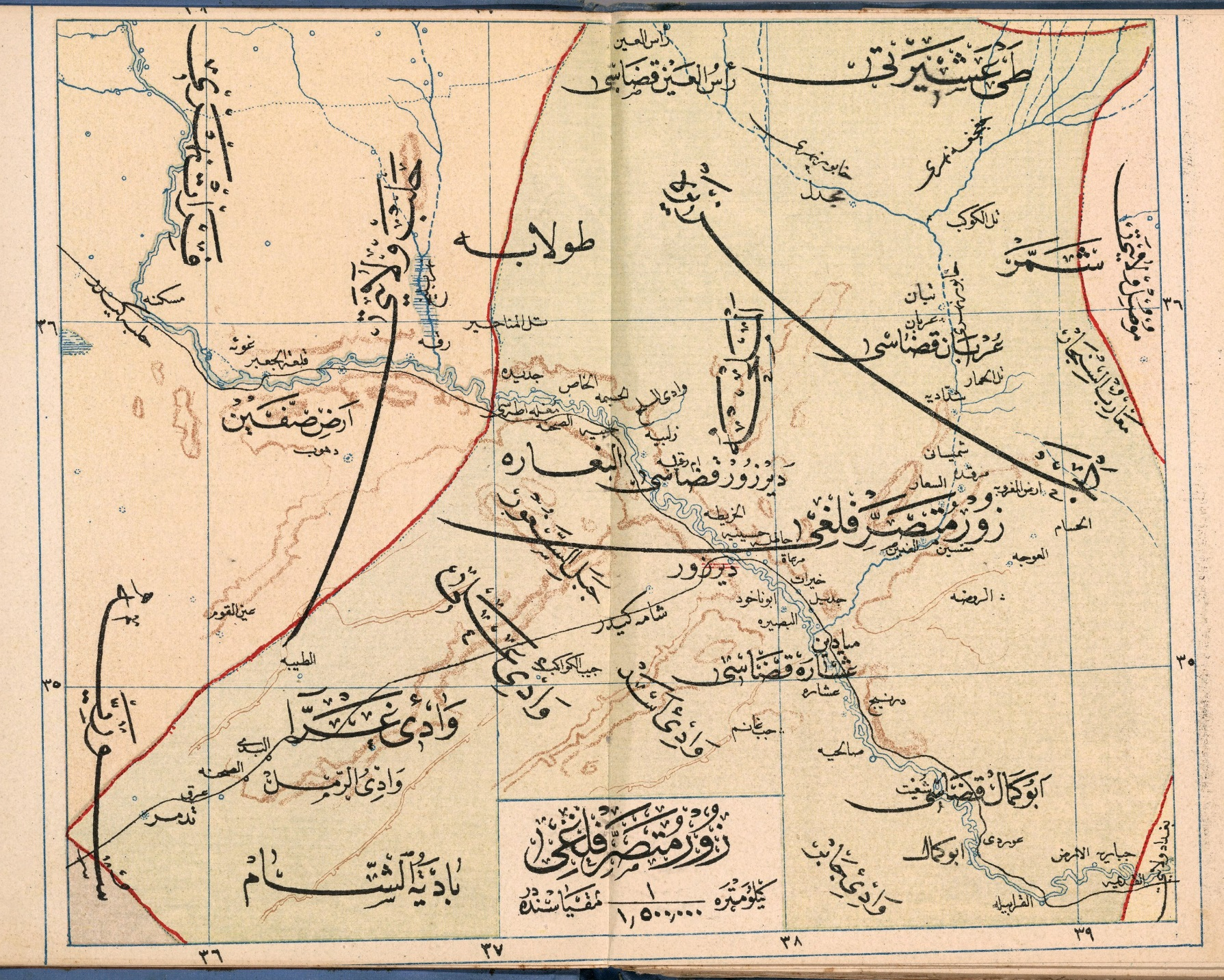
نقشهٔ تقسیمات سیاسی سنجاق زور در سال ۱۹۰۷ (۱۲۸۵)

سنجاق زور یکی از سنجاق‌های امپراتوری عثمانی بود. در ۱۸۵۷ میلادی زیر نظر ولایت بغداد اداره می‌شد. بنا به گزارش‌ها در حدود ۱۸۷۶ بخشی از ولایت حلب بوده‌است.
پایتخت این سنجاق، شهر دیر الزور در کرانهٔ رود فرات واقع شده بود و تنها شهر قابل ملاحظه آن دوران بود. در آغاز قرن بیستم، این سنجاق مساحتی برابر با ۱۰۰٬۰۰۰ کیلومتر مربع داشت و جمعیت آن حدود ۱٬۰۰۰٬۰۰۰ نفر تخمین زده می‌شد که بیشتر عشایر عرب بودند. خود شهر تا پیش از آنکه به مرکزیت سنجاق انتخاب شود یک روستا بود.

## تقسیمات اداری
قضاهای سنجاق (به ترکی عثمانی کزا):
- قضای دیر
- قضای رأس‌العین
- قضای العشاره
- قضای ابوکمال